# Talha Uğur Çamlıbel
Talha Uğur Çamlıbel (* 9. Juni 1954 in Elazığ, Türkei) ist ein Schweizer Politiker der Grünen Partei der Schweiz. Er ist Mitglied des Grossen Rates des Kantons Basel-Stadt. Er ist als selbständiger Webentwickler in Basel tätig.

## Leben
1980 schloss Talha Uğur Çamlıbel ein Studium an einer Hochschule in İstanbul als Diplom-Bauingenieur ab. Er trat 1975 der Jugendorganisation der kemalistischen Republikanischen Volkspartei (CHP) bei. Danach war er innerhalb der sozialistischen  Studentenbewegung aktiv. Nach dem Militärputsch von 1980 musste Çamlıbel aus der Türkei fliehen. Er ging nach Strassburg, um Französisch zu studieren. Danach hat er ein Informatik-Lizenzstudium absolviert. 1984 kam er nach Basel.
Er wurde eingebürgert und 2005 in den Grossen Rat von Basel-Stadt gewählt. Dort ist er Mitglied der Bau- und Raumplanungskommission, der Spezialkommission für die Umsetzung der neuen Verfassung und der Werkkommission IWB. Seine politischen Schwerpunkte sind Sozialpolitik, Globalisierung, Demokratisierung der Wirtschaft, Wirtschaftspolitik, Umwelt- und Energiepolitik und Integrationspolitik.
Çamlıbel ist verheiratet und hat eine Tochter.